# 染谷美佳
染谷 美佳（そめや みか、1983年6月2日 - ）は、ブラジル・サンパウロ州出身の日本国籍の女子ソフトボール選手（投手）・指導者。元ソフトボール日本代表。

## 経歴
ブラジル・サンパウロ州アチバイアで出生。12歳でソフトボールを始め、1999年の世界ジュニア選手権にブラジル代表として出場した経歴を持つ。
ブラジルから単身でソフトボール技倆向上を目指して来日し、白鷗大学足利高等学校で学ぶ。高校卒業後にデンソーに入団し、投手として活躍。
2008年、ソフトボール日本代表として北京オリンピックに出場し、1次リーグ最終戦のカナダ戦にリリーフ登板した。日本代表の金メダル獲得により紫綬褒章受章。
2012年の世界選手権（カナダ）にも日本代表として出場。1次リーグで2試合登板するなど日本の優勝に力を尽くした。2012年限りで現役を引退。
2013年からは東北楽天ゴールデンイーグルス・ソフトボールスクールのコーチに就任し、東北地方を中心に指導者としてのキャリアをスタートさせることとなっている。